# Decantha luquetiella
Decantha luquetiella is een vlinder uit de familie sikkelmotten (Oecophoridae). De wetenschappelijke naam is voor het eerst geldig gepubliceerd in 1986 door Vives.
De soort komt voor in Europa.